# 王旭 (1970年)
王旭（1970年6月—），男，满族，江苏阜宁人，中华人民共和国政治人物。现任中共天津市委常委、天津市人民政府常务副市长、河西区委书记。

## 生平
王旭1992年7月本科毕业于北京大学经济学系经济学专业，此后在外经贸部、驻澳大利亚使馆经济商务参赞处、商务部等地任职。曾任商务部美洲大洋洲司司长。
2021年3月，调任天津市人民政府副市长、党组成员，中国（天津）自由贸易试验区管委会主任。
2022年6月，当选为中共天津市委常委，同时兼任市委教育工委书记。2024年5月，改兼天津市河西区委书记，而其原本担任的教工委书记职务则由陈辐宽兼任。
2025年7月，出任天津市人民政府常务副市长，兼市委金融委员会办公室主任、市委金融工作委员会书记。